# Idols
Idols es un formato de telerrealidad de competición de canto desarrollado por Freemantle y estrenado por primera vez en el Reino Unido bajo el nombre «Pop Idol» en 2001. Se trata de un formato con similitudes al formato coetáneo «Operación Triunfo», así como los posteriores «Factor X», «The Voice» o «Rising Star».

## Idols en el mundo
- Última actualización: 5 de noviembre de 2023.

| País                                                                  | Nombre local | Canal de TV                                                                                     | Ganadores (Categoría) | Presentadores |
| --------------------------------------------------------------------- | --- | ----------------------------------------------------------------------------------------------- | --- | --- |
| África del Este Botsuana Kenia Malaui Tanzania Uganda Zambia Zimbabue | Idols East Africa Web Oficial (No Activa) Archivado el 8 de diciembre de 2007 en Wayback Machine. | M-Net                                                                                           | 1.ª Edición, 2008: Eric Moyo | |
| África del Oeste Ghana Liberia Nigeria                                | Idols West Africa Web Oficial (No Activa) Archivado el 8 de diciembre de 2007 en Wayback Machine. | M-Net                                                                                           | 1.ª Edición, 2008: Timi Dakolo | Mike Majic (1.ª) |
| Alemania                                                              | Deutschland sucht den Superstar Web Oficial | RTL Television                                                                                  | 1.ª Edición, 2002-2003: Alexander Klaws 2.ª Edición, 2003-2004: Elisabeth Erl 3.ª Edición, 2005-2006: Tobias Regner 4.ª Edición, 2007: Mark Medlock 5.ª Edición, 2008: Thomas Godoj 6.ª Edición, 2009: Daniel Schuhmacher 7.ª Edición, 2010: Mehrzad Marashi 8.ª Edición, 2011: Pietro Lombardi 9.ª Edición, 2012: Luca Hänni 10.ª Edición, 2013: Beatrice Egli 11.ª Edición, 2014: Aneta Sablik 12.ª Edición, 2015: Severino Seeger 13.ª Edición, 2016: Prince Damien Ritzinger 14.ª Edición, 2017: Alphonso Williams 15.ª Edición, 2018: Marie Wegener 16.ª Edición, 2019: Davin Herbrüggen 17.ª Edición, 2020: Ramon Roselly 18.ª Edición, 2021: Jan-Marten Block 19.ª Edición, 2022: Harry Marcello Laffontien 20.ª Edición, 2023: Sem Eisinger 21.ª Edición, 2024: Confirmada | Michelle Hunziker (1.ª-2.ª) Carsten Spengemann (1.ª-2.ª) Marco Schreyl (3.ª-9.ª, 19.ª) Tooske Ragas (3.ª-4.ª) Nazan Eckes (10.ª-11.ª) Raul Richter (10.ª) Daniel Hartwich (11.ª) Oliver Geissen (12.ª-16.ª, 18.ª) Alexander Klaws (17.ª) Oliver Geissen (18.ª) Laura Wontorra (20.ª)                                          |
| Alemania                                                              | Deutschland sucht den Superstar Kids | RTL Television                                                                                  | 1.ª Edición, 2012: Marco Kappel | Daniel Aßmann (1.ª) |
| Arabia Saudí                                                          | Saudi Idol | MBC 1                                                                                           | 1.ª Edición, 2023: Hams Fekri | |
| Argelia                                                               | Algerie Idol | Al Dar Algerie                                                                                  | 1.ª Edición, 2021: Maya Sahnoun | |
| Armenia                                                               | Հայ Սուպերսթար Web Oficial (No Activa) | Shant TV                                                                                        | 1.ª Edición, 2006: Susanna Petrosyan 2.ª Edición, 2006-2007: Lusine Aghabekyan 3.ª Edición, 2008: Lusi Harutunyan 4.ª Edición, 2009-2010: Raffi Ohanian 5.ª Edición, 2011-2012: Sona Rubenyan | Michael Poghosyan (1.ª-5.ª) Naira Gurjianyan (1.ª-5.ª) |
| Asia Filipinas India Indonesia Kazajistán Malasia Singapur Vietnam    | Asian Idol Web Oficial (No Activa) Archivado el 8 de enero de 2014 en Wayback Machine. | RCTI                                                                                            | 1.ª Edición, 2007: Hady Mirza | Amelia Natasha (1.ª) Daniel Mananta (1.ª) |
| Australia                                                             | Australian Idol Web Oficial (No Activa) | Network Ten (1.ª-7.ª) Seven Network (8.ª-9.ª)                                                   | 1.ª Edición, 2003: Guy Sebastian 2.ª Edición, 2004: Casey Donovan 3.ª Edición, 2005: Kate DeAraugo 4.ª Edición, 2006: Damien Leith 5.ª Edición, 2007: Natalie Gauci 6.ª Edición, 2008: Wes Carr 7.ª Edición, 2009: Stan Walker 8.ª Edición, 2023: Royston Sagigi-Baira 9.ª Edición, 2024: Confirmada | Andrew Günsberg (1.ª-7.ª) James Mathison (1.ª-6.ª) Ricki-Lee Coulter (6.ª-7.ª) Ricki-Lee Coulter (8.ª-9.ª) Scott Tweedie (8.ª-9.ª) |
| Bangladesh                                                            | Bangladeshi Idol Web Oficial (No Activa) | SATV                                                                                            | 1.ª Edición, 2013: Mong Uching Marma | Imtu Ratish (1.ª) |
| Bélgica                                                               | Idool Web Oficial (No Activa) | VTM                                                                                             | 1.ª Edición, 2003: Peter Evrard 2.ª Edición, 2004: Joeri Fransen 3.ª Edición, 2007: Dean Delannoit 4.ª Edición, 2011: Kevin Kayirangwa | Koen Wauters (1.ª-4.ª) Kris Wauters (1.ª-4.ª) |
| Birmania                                                              | Myanmar Idol | Myanmar National TV (1.ª-3.ª) Channel 9 (4.ª)                                                   | 1.ª Edición, 2015-2016: Saw Lah Htaw Wah 2.ª Edición, 2016-2017: Thar Nge 3.ª Edición, 2018: Phyo Myat Aung 4.ª Edición, 2019: Esther Dawt Chin Sung | Kyaw Htet Aung (1.ª-4.ª) |
| Brasil                                                                | Ídolos Web Oficial en SBT Web Oficial en Record (No Activa) | SBT (1.ª-2.ª) Rede Record (3.ª-7.ª)                                                             | 1.ª Edición, 2006: Leandro Lopes 2.ª Edición, 2007: Thaeme Mariôto 3.ª Edición, 2008: Rafael Barreto 4.ª Edición, 2009: Saulo Roston 5.ª Edición, 2010: Israel Lucero 6.ª Edición, 2011: Henrique Lemes 7.ª Edición, 2012: Everton Silva | Beto Marden (1.ª-2.ª) Ligia Mendes (1.ª-2.ª) Rodrigo Faro (3.ª-6.ª) Marcos Mion (7.ª) |
| Brasil                                                                | Ídolos Kids Web Oficial | Rede Record                                                                                     | 1.ª Edición, 2012: Fernando Franco 2.ª Edición, 2013: Julia Tavares | Marcos Mion (1.ª) |
| Bulgaria                                                              | Music Idol Web Oficial (No Activa) | bTV                                                                                             | 1.ª Edición, 2007: Nevena Tsoneva 2.ª Edición, 2008: Toma Zdravkov 3.ª Edición, 2009: Magdalena Janavarova | Andrey Arnaudov (1.ª-3.ª) Ivan Hristov (1.ª-3.ª) Sanja Nikolic (3.ª) |
| Camboya                                                               | Cambodian Idol Web Oficial | Hang Meas HDTV                                                                                  | 1.ª Edición, 2015: Ny Rathana 2.ª Edición, 2016: Chhen Manich 3.ª Edición, 2017-2018: Kry Thaipov | Chea Vibol (1.ª-3.ª) Chan Keonimol (1.ª-3.ª) |
| Camboya                                                               | Cambodian Idol Junior | Hang Meas HDTV                                                                                  | 1.ª Edición, 2019: Chira Phern Sopheap | Sok Seylalin (1.ª) |
| Canadá (en inglés)                                                    | Canadian Idol Web Oficial (No Activa) Archivado el 30 de noviembre de 2007 en Wayback Machine. | CTV Television                                                                                  | 1.ª Edición, 2003: Ryan Malcolm 2.ª Edición, 2004: Kalan Porter 3.ª Edición, 2005: Melissa O'Neil 4.ª Edición, 2006: Eva Avila 5.ª Edición, 2007: Brian Melo 6.ª Edición, 2008: Theo Tams | Ben Mulroney (1.ª-6.ª) Jon Dore (1.ª-3.ª) Elena Juatco (4.ª) Dave Kerr (5.ª) Jully Black (6.ª) |
| China                                                                 | 中国梦之声 Chinese Idol Web Oficial (No Activa) | DragonTV                                                                                        | 1.ª Edición, 2013: Li Xiangxiang 2.ª Edición, 2014: Zhengxing Qi | Lin Hai (1.ª-2.ª) Cheng Lei (1.ª-2.ª) |
| Colombia                                                              | Idol Colombia Web Oficial | RCN Televisión                                                                                  | 1.ª Edición, 2014: Luis Ángel Racini | Juan Pablo Espinosa (1.ª) |
| Croacia                                                               | Hrvatski Idol Web Oficial (No Activa) | Nova TV                                                                                         | 1.ª Edición, 2003-2004: Žanamari Lalić 2.ª Edición, 2004-2005: Patrick Jurdić | Nikolina Božić (1.ª-2.ª) Vinko Štefanac (1.ª) Predrag Šuka (2.ª) |
| Croacia                                                               | Hrvatska Traži Zvijezdu Web Oficial (No Activa) Archivado el 7 de diciembre de 2008 en Wayback Machine. | RTL Televizija                                                                                  | 1.ª Edición, 2009: Bojan Jambrošić 2.ª Edición, 2010: Kim Verson 3.ª Edición, 2011: Goran Kos | Antonija Blaće (1.ª-2.ª) Ivan Šarić (3.ª) |
| Croacia                                                               | Superstar Web Oficial | RTL Televizija                                                                                  | 1.ª Edición, 2023: En Emisión | |
| Dinamarca                                                             | Idols Web Oficial (No Activa) Archivado el 18 de noviembre de 2003 en Wayback Machine. | TV3                                                                                             | 1.ª Edición, 2003: Christian Mendoza 2.ª Edición, 2004: Rikke Emma Niebuhr | Mirza Radonjica (1.ª-2.ª) Kaspar Ehlers (1.ª-2.ª) |
| Eslovaquia                                                            | Slovensko Hľadá SuperStar Web Oficial en STV (No Activa) Web Oficial en Markíza | STV (1.ª-2.ª) Televízia Markíza (3.ª)                                                           | 1.ª Edición, 2004-2005: Katarína Koščová 2.ª Edición, 2005-2006: Peter Cmorik 3.ª Edición, 2006-2007: Vierka Berkyová | Adela Banášová (1.ª-3.ª) Martin "Pyco" Rausch (1.ª-3.ª) |
| Eslovaquia República Checa                                            | Česko Slovenská Superstar Web Oficial | Televízia Markíza TV Nova                                                                       | 1.ª Edición, 2009: Martin Chodúr 2.ª Edición, 2011: Lukáš Adamec 3.ª Edición, 2013: Sabina Křováková 4.ª Edición, 2015: Emma Drobná 5.ª Edición, 2018: Tereza Mašková 6.ª Edición, 2020: Barbora Piešová 7.ª Edición, 2021: Adam Pavlovčin | Adela Banášová (1.ª) Leoš Mareš (1.ª-2.ª, 5.ª-6.ª) Martina Csillagová, "Tina" (2.ª) Roman Juraško (3.ª) Zora Kepková (3.ª) Martin Rausch, "Pyco" (4.ª) Jitka Nováčková (4.ª) Jasmina Aligič (5.ª) Ewa Farná (7.ª) |
| España                                                                | Idol Kids Web Oficial | Telecinco                                                                                       | 1.ª Edición, 2020: Índigo Salvador 2.ª Edición, 2022: Carla Zaldívar | Jesús Vázquez (1.ª-2.ª) Carlos Marco(1.ª) Lara Álvarez (2.ª) |
| Estados Unidos                                                        | American Idol Web Oficial | FOX (1.ª-15.ª) ABC (16.ª-22.ª)                                                                  | 1.ª Edición, 2002: Kelly Clarkson 2.ª Edición, 2003: Ruben Studdard 3.ª Edición, 2004: Fantasia Barrino 4.ª Edición, 2005: Carrie Underwood 5.ª Edición, 2006: Taylor Hicks 6.ª Edición, 2007: Jordin Sparks 7.ª Edición, 2008: David Cook 8.ª Edición, 2009: Kris Allen 9.ª Edición, 2010: Lee DeWyze 10.ª Edición, 2011: Scotty McCreery 11.ª Edición, 2012: Phillip Phillips 12.ª Edición, 2013: Candice Glover 13.ª Edición, 2014: Caleb Johnson 14.ª Edición, 2015: Nick Fradiani 15.ª Edición, 2016: Trent Harmon 16.ª Edición, 2018: Maddie Poppe 17.ª Edición, 2019: Laine Hardy 18.ª Edición, 2020: Just Sam 19.ª Edición, 2021: Chayce Beckham 20.ª Edición, 2022: Noah Thompson 21.ª Edición, 2023: Iam Tongi 22.ª Edición, 2024: Confirmada                            | Ryan Seacrest (1.ª-22.ª) Brian Dunkleman (1.ª) |
| Estados Unidos                                                        | American Juniors | FOX                                                                                             | 1.ª Edición, 2003: Danielle White | Ryan Seacrest (1.ª) |
| Estonia                                                               | Eesti Otsib Superstaari Web Oficial (No Activa) | TV3                                                                                             | 1.ª Edición, 2007: Birgit Õigemeel 2.ª Edición, 2008: Jana Kask 3.ª Edición, 2009: Ott Lepland 4.ª Edición, 2011: Liis Lemsalu 5.ª Edición, 2012: Rasmus Rändvee 6.ª Edición, 2015: Jüri Pootsmann 7.ª Edición, 2018: Uudo Sepp 8.ª Edición, 2021: Alika Milova 9.ª Edición, 2023: En Emisión | Jüri Nael (1.ª) Aigi Vahing (1.ª) Ott Sepp (2.ª) Märt Avandi (2.ª) Tanel Padar (3.ª) Ithaka Maria Rahula (3.ª) Evelin Pang (4.ª) Hele Kõrve (4.ª) Karl-Andreas Kalmet (5.ª) Henrik Kalmet (5.ª) Karl-Erik Taukar (6.ª-9.ª) |
| Filipinas                                                             | Philippine Idol Web Oficial (No Activa) | ABC 5                                                                                           | 1.ª Edición, 2006: Mau Marcelo | Ryan Agoncillo (1.ª) |
| Filipinas                                                             | Pinoy Idol Web Oficial (No Activa) | GMA Network                                                                                     | 1.ª Edición, 2008: Gretchen Espina | Raymond Gutiérrez (1.ª) |
| Filipinas                                                             | Idol Philippines Web Oficial | ABS-CBN(1.ª) A2Z (2.ª) Kapamilya Channel (2.ª)                                                  | 1.ª Edición, 2019: Zephanie Dimaranan 2.ª Edición, 2022: Khimo Gumatay | Billy Crawford (1.ª) |
| Finlandia                                                             | Idols Web Oficial en MTV3 (No Activa) Web Oficial en Nelonen 4 | MTV3 (1.ª-7.ª) Nelonen 4 (8.ª-9.ª)                                                              | 1.ª Edición, 2003-2004: Hanna Pakarinen 2.ª Edición, 2005: Ilkka Jääskeläinen 3.ª Edición, 2007: Ari Koivunen 4.ª Edición, 2008: Koop Arponen 5.ª Edición, 2011: Martti Saarinen 6.ª Edición, 2012: Diandra Flores 7.ª Edición, 2013: Mitra Kaislaranta 8.ª Edición, 2017: Anniina Timonen 9.ª Edición, 2018: Patrik Blomberg | Heikki Paasonen (1.ª-2.ª, 4.ª-7.ª) Ellen Jokikunnas (1.ª-4.ª) Jani Toivola (3.ª-4.ª) Niina Backman (5.ª-6.ª) Juuso Mäkilähde (8.ª-9.ª) Anni Hautala (8.ª-9.ª) |
| Francia                                                               | À la Recherche de la Nouvelle Star (1.ª) Nouvelle Star (2.ª-12.ª) Web Oficial (No Activa) Archivado el 27 de diciembre de 2010 en Wayback Machine. Web Oficial en D8 (No Activa)                                   | M6 (1.ª-8.ª, 13.ª) D8 (9.ª-12.ª)                                                                | 1.ª Edición, 2003: Jonatan Cerrada 2.ª Edición, 2004: Steeve Statof 3.ª Edición, 2005: Myriam Morea 4.ª Edición, 2006: Christophe Willem 5.ª Edición, 2007: Julien Doré 6.ª Edición, 2008: Amandine Bourgeois 7.ª Edición, 2009: Julien Decroix, "Soan" 8.ª Edición, 2010: Luce Brunet 9.ª Edición, 2012-2013: Sophie-Tith Charvet 10.ª Edición, 2013-2014: Mathieu Saikaly 11.ª Edición, 2014-2015: Emji 12.ª Edición, 2016: Patrick Rouiller 13.ª Edición, 2017: Xavier Matheu | Benjamin Castaldi (1.ª-4.ª, 11.ª) Virginie Efira (5.ª-6.ª) Virginie Guilhaume (7.ª-8.ª) Cyril Hanouna (9.ª-10.ª) Laurie Cholewa (12.ª) Tamara Marthe, "Shy'm" (13.ª) |
| Georgia                                                               | ჯეოსტარი Web Oficial (No Activa) | Rustavi 2                                                                                       | 1.ª Edición, 2006: Tiko Chulukhadze 2.ª Edición, 2007: Ani Kekua 3.ª Edición, 2008: Giorgi Sukhitashvili 4.ª Edición, 2009: Nodiko Tatishvili 5.ª Edición, 2010: Otar Nemsadze 6.ª Edición, 2011: Marita Rokhvadze 7.ª Edición, 2012: Luka Zakariadze 8.ª Edición, 2013: Nina Sublatti 9.ª Edición, 2017: Mananiko Tsenteradze 10.ª Edición, 2018-2019: Oto Nemsadze 11.ª Edición, 2019: Tornike Kipiani | |
| Georgia                                                               | საქართველოს ვარსკვლავი |                                                                                                 | 1.ª Edición, 2012: Luka Zakariadze 2.ª Edición, 2013: Nina Sublati | |
| Georgia                                                               | ჩვენ ვარსკვლავები ვართ Web Oficial | Imedi                                                                                           | 1.ª Edición, 2018-2019: Oto Nemsadze | |
| Grecia                                                                | Super Idol Web Oficial (No Activa) | Mega Channel                                                                                    | 1.ª Edición, 2004: Stavros Konstantinou | Themis Georgantas (1.ª) |
| Grecia                                                                | Greek Idol Web Oficial (No Activa) | Alpha TV                                                                                        | 1.ª Edición, 2010: Valanto Trifonos 2.ª Edición, 2011: Panagiotis Tsakalakos | Roula Koromila (1.ª-2.ª) |
| Holanda                                                               | Idols Web Oficial | RTL 4 (1.ª-4.ª) RTL 5 (5.ª-6.ª)                                                                 | 1.ª Edición, 2002-2003: Jamai Loman 2.ª Edición, 2003-2004: Boris Titulaer 3.ª Edición, 2005-2006: Raffaëla Paton 4.ª Edición, 2007-2008: Nikki Kerkhof 5.ª Edición, 2016: Nina den Hartog 6.ª Edición, 2017: Julia van Helvoirt | Tooske Breugem (1.ª-2.ª) Reinout Oerlemans (1.ª-2.ª) Chantal Janzen (3.ª) Martijn Krabbé (3.ª-4.ª) Wendy van Dijk (4.ª) Lieke van Lexmond (5.ª-6.ª) Ruben Nicolai (5.ª-6.ª) |
| India (en Hindi)                                                      | Indian Idol Web Oficial (No Activa) Archivado el 14 de marzo de 2008 en Wayback Machine. Web Oficial (No Activa) (enlace roto disponible en Internet Archive; véase el historial, la primera versión y la última). | Sony TV                                                                                         | 1.ª Edición, 2004-2005: Abhijeet Sawant 2.ª Edición, 2005-2006: Sandeep Acharya 3.ª Edición, 2007: Prashant Tamang 4.ª Edición, 2008-2009: Sourabhee Debbarma 5.ª Edición, 2010: Sreeram Chandra 6.ª Edición, 2012: Vipul Mehta 7.ª Edición, 2016-2017: Lolla Venkata Revanth, "LV Revanth" 8.ª Edición, 2018: Salman Ali 9.ª Edición, 2019: Sunny Hindustani 10.ª Edición, 2018: Pawandeep Rajan 11.ª Edición, 2022-2023: Rishi Singh | Aman Verma (1.ª) Mini Mathur (1.ª-3.ª, 6.ª) Hussain Kuwajerwala (2.ª-7.ª) Meiyang Chang (4.ª) Abhijeet Sawant (5.ª) Prajakta Shukre (5.ª) Karan Wahi (7.ª-8.ª) Manish Paul (8.ª-9.ª) Jay Bhanushali (8.ª) Aditya Narayan (9.ª)                                                                                                |
| India (en Hindi)                                                      | Indian Idol Junior Web Oficial (No Activa) | Sony TV                                                                                         | 1.ª Edición, 2013: Anjana Padmanabhan 2.ª Edición, 2015: Ananya Nanda | Hussain Kuwajerwala (1.ª-2.ª) Karan Wahi (1.ª) Asha Negi (2.ª) |
| India (en Marathi)                                                    | Indian Idol Marathi | Sony TV Marathi                                                                                 | 1.ª Edición, 2021: Sagar Mhatre | Swanandi Tikekar (1.ª) Prajakta Mali (1.ª) |
| India (en Telugu)                                                     | Telugu Indian Idol | Aha                                                                                             | 1.ª Edición, 2022: BVK Vagdevi | Sreerama Chandra (1.ª) |
| Indonesia                                                             | Indonesian Idol Web Oficial | RCTI                                                                                            | 1.ª Edición, 2004: Joy Tobing 2.ª Edición, 2005: Mike Mohede 3.ª Edición, 2006: Ihsan Tarore 4.ª Edición, 2007: Rini Wulandari 5.ª Edición, 2008: Aris Runtuwene 6.ª Edición, 2010: Igo Pentury 7.ª Edición, 2012: Regina Ivanova 8.ª Edición, 2014: Nowela Mikhelia 9.ª Edición, 2018: Maria Simorangkir 10.ª Edición, 2019-2020: Lyodra Ginting 11.ª Edición, 2020–2021: Rimar Callista 12.ª Edición, 2022–2023: Salma Salsabil | Irgy Ahmad Fahrezi (1.ª-2.ª) Amelia Natasha (1.ª-4.ª) Daniel Mananta (3.ª-10.ª) Dewi Sandra (5.ª) Lolita Agustine (8.ª) Pica Prisila (8.ª) Sere Kalina (9.ª-10.ª) Boy William (11.ª-12.ª) |
| Indonesia                                                             | Indonesian Idol Junior Web Oficial Archivado el 18 de mayo de 2017 en Wayback Machine. | MNCTV (1.ª-2.ª) RCTI (3.ª)                                                                      | 1.ª Edición, 2014-2015: Johanes Tinambunan 2.ª Edición, 2016-2017: Sharon Padidi 3.ª Edición, 2018: Anneth Delliecia | Arie Untung (1.ª) Bastian Steel (1.ª) Alifa (2.ª) Tarra Budiman (2.ª) Daniel Mananta (3.ª) |
| Irak                                                                  | Iraq Idol | MBC Iraq                                                                                        | 1.ª Edición, 2021: Ali Leo 2.ª Edición, 2022: Afraa Sultan | |
| Islandia                                                              | Idol Stjörnuleit Web Oficial (No Activa) Archivado el 23 de febrero de 2009 en Wayback Machine. | Stöð 2                                                                                          | 1.ª Edición, 2003-2004: Kalli Bjarni 2.ª Edición, 2004-2005: Hildur Vala Einarsdóttir 3.ª Edición, 2005-2006: Snorri Snorrason 4.ª Edición, 2009: Hrafna Hanna Elísa Herbertsdóttir | Jóhannes Ásbjörnsson (1.ª-4.ª) Sigmar Vilhjálmsson (1.ª-4.ª) |
| Kazajistán                                                            | SuperStar KZ Web Oficial (No Activa) | Perviy Kanal Evraziya                                                                           | 1.ª Edición, 2003-2004: Almas Kişkenbaev 2.ª Edición, 2004-2005: Kayrat Tuntekov 3.ª Edición, 2005-2006: Nurzhan Kermenbayev 4.ª Edición, 2007: Oleg Karezin | Nuray Mukades (1.ª) Irina Kordyukova (1.ª, 4.ª) Serik Akishev (1.ª) Ulpan Kuraisova (1.ª-2.ª) Erik Solo (2.ª) Sabina Sayakova (3.ª) Alan Cherkasov (3.ª) Adil Liyan (4.ª) |
| Kurdistán                                                             | Kurd Idol Web Oficial Archivado el 16 de mayo de 2017 en Wayback Machine. | Kurdsat                                                                                         | 1.ª Edición, 2017: Jînda Kenco | Alan Ciwan (1.ª) Şatwan Ata (1.ª) |
| Latinoamérica                                                         | Latin American Idol Web Oficial (No Activa) | Sony Entertainment Television                                                                   | 1.ª Edición, 2006: Mayré Martínez 2.ª Edición, 2007: Carlos Peña 3.ª Edición, 2008: Margarita Henríquez 4.ª Edición, 2009: Martha Heredia | Erika de la Vega (1.ª-4.ª) Monchi Balestra (1.ª-3.ª) |
| Macedonia                                                             | Macedonian Idol Web Oficial (No Activa) | A1                                                                                              | 1.ª Edición, 2010-2011: Ivan Radenov | Ivanna Hadžievska (1.ª) Nenad Gjeorgjievski (1.ª) |
| Malasia                                                               | Malaysian Idol Web Oficial (No Activa) | 8TV                                                                                             | 1.ª Edición, 2004: Jaclyn Victor 2.ª Edición, 2005: Danell Lee | Soo Kuei Jien (1.ª-2.ª) Sharifah Aleya (1.ª) Cheryl Samad (2.ª) |
| Maldivas                                                              | Maldivian Idol Web Oficial | Television Maldives                                                                             | 1.ª Edición, 2016: Laisha Junaid 2.ª Edición, 2017: Mohamed Thasneem 3.ª Edición, 2018: Aishath Azal Ali Zahir | Aminath Maureena (1.ª-2.ª) Moosa Waseem (1.ª-3.ª) Shaina Shareef (3.ª) |
| Mundial                                                               | World Idol | RTL Television Network Ten VTM CTV Television FOX RTL 4 Future Television TV 2 Polsat ITV M-Net | 1.ª Edición, 2003: Kurt Nilsen | Anthony McPartlin (1.ª) Declan Donnelly (1.ª) |
| Nepal                                                                 | Nepal Idol Web Oficial | AP1 Television                                                                                  | 1.ª Edición, 2017: Buddha Lama 2.ª Edición, 2018: Ravi Oad 3.ª Edición, 2019-2020: Sajja Chajlagain | Sushil Nepal (1.ª) Reema Bishwokarma (1.ª-2.ª) Asif Shah (2.ª-3.ª) Mampi Ghosh (3.ª) |
| Nigeria                                                               | Nigerian Idol Web Oficial (No Activa) |                                                                                                 | 1.ª Edición, 2010-2011: Yeka Onka 2.ª Edición, 2011-2012: Chinwo Nnenda, "Mercy" 3.ª Edición, 2012-2013: Moses Obi-Adigwe 4.ª Edición, 2013-2014: Zibili Evelyn Ibhade, "Evelle" 5.ª Edición, 2014-2015: K-Peace 6.ª Edición, 2021-2022: Kingdom Kroseide | Anis Holloway (1.ª) Misi Holloway (1.ª) IllRymz (2.ª) Tiwa Savage (2.ª) IK Osakioduwa (6.ª) |
| Noruega                                                               | Idol Web Oficial | TV 2                                                                                            | 1.ª Edición, 2003: Kurt Nielsen 2.ª Edición, 2004: Kjartan Salvesen 3.ª Edición, 2005: Jorun Stiansen 4.ª Edición, 2006: Aleksander Denstad With 5.ª Edición, 2007: Glenn Lyse 6.ª Edición, 2011: Jenny Langlo 7.ª Edición, 2013: Siri Vølstad Jensen 8.ª Edición, 2014: Ingvar Olsen 9.ª Edición, 2016: Marius Samuelsen 10.ª Edición, 2018: Øystein Hegvik 11.ª Edición, 2020: Mari Eriksen Bølla | Thomas Numme (1.ª) Harald Jonstein Rønneberg (1.ª) Solveig Kloppen (2.ª-4.ª) Ingrid Gjessing (2.ª) Kåre Magnus Bergh (3.ª-4.ª) Marte Stokstad (5.ª) Kyrre Holm Johannessen (5.ª) Guri Solberg (6.ª) Ivar Christian Johansen, "Ravi" (6.ª) Stian Glopholm, "Blipp" (7.ª-8.ª) Markus Bailey (9.ª) Katarina Flatland (10.ª-11.ª) |
| Noruega                                                               | Idol Junior Web Oficial | TV 2                                                                                            | 1.ª Edición, 2014: Mathilde Spurkeland | |
| Nueva Zelanda                                                         | NZ Idol Web Oficial (No Activa) | TV2                                                                                             | 1.ª Edición, 2004: Ben Lummis 2.ª Edición, 2005: Rosita Vai 3.ª Edición, 2006: Matt Saunoa | Dominic Bowden (1.ª-3.ª) |
| Oriente Medio                                                         | سوبر ستار Web Oficial (No Activa) Archivado el 12 de mayo de 2009 en Wayback Machine. | Future Television                                                                               | 1.ª Edición, 2003: Diana Karazon 2.ª Edición, 2004: Ayman El Aatar 3.ª Edición, 2005-2006: Ibrahim El Hakami 4.ª Edición, 2007: Marwan Ali 5.ª Edición, 2008: Ayman El Aatar | Ayman Kaissouni (1.ª-4.ª) Rania Kurdi (1.ª-4.ª) Majdala Kassar (5.ª) Wael Mansour (5.ª) |
| Oriente Medio                                                         | Arab Idol Web Oficial | MBC 1                                                                                           | 1.ª Edición, 2011-2012: Carmen Suleiman 2.ª Edición, 2013: Mohammed Assaf 3.ª Edición, 2013: Hazem Sherif 4.ª Edición, 2016-2017: Yacoub Shaheen | Annabella Hilal (1.ª-3.ª) Abdallah Tulehi (1.ª) Ahmad Fahmi (2.ª-4.ª) |
| Pakistán                                                              | Pakistan Idol Web Oficial | GEO Television                                                                                  | 1.ª Edición, 2013-2014: Zamad Baig | Mohib Mirza (1.ª) |
| Polonia                                                               | Idol Web Oficial (No Activa) Web Oficial en Polsat | Polsat                                                                                          | 1.ª Edición, 2002: Alicja Janosz 2.ª Edición, 2002-2003: Krzysztof Zalewski 3.ª Edición, 2003-2004: Monika Brodka 4.ª Edición, 2005: Maciek Silski 5.ª Edición, 2017: Mariusz Dyba | Maciej Rock (1.ª-5.ª) Kamil Baleja (5.ª) |
| Portugal                                                              | Ídolos Web Oficial | SIC                                                                                             | 1.ª Edición, 2003-2004: Nuno Norte 2.ª Edición, 2004-2005: Sérgio Lucas 3.ª Edición, 2009-2010: Filipe Pinto 4.ª Edición, 2010: Sandra Pereira 5.ª Edición, 2012: Diogo Piçarra 6.ª Edición, 2015: João Couto 7.ª Edición, 2022: Eduardo Gonçalves | Sílvia Alberto (1.ª-2.ª) Pedro Granger (1.ª-2.ª) Cláudia Vieira (3.ª-5.ª) João Manzarra (3.ª-6.ª) Sara Matos (7.ª) |
| Portugal                                                              | Ídolos Kids | SIC                                                                                             | 1.ª Edición, 2012: Ana Baptista | Cláudia Vieira (1.ª) João Manzarra (1.ª) |
| Puerto Rico                                                           | Idol Puerto Rico Web Oficial (No Activa) | WAPA-TV                                                                                         | 1.ª Edición, 2011: Christian Pagán 2.ª Edición, 2012: Gremal Maldonado 3.ª Edición, 2013: Maryleyda Hernández | Jaime Augusto Mayol (1.ª-3.ª) |
| Puerto Rico                                                           | Idol Kids Puerto Rico Web Oficial (No Activa) | WAPA-TV                                                                                         | 1.ª Edición, 2012: Edgard Hernández 2.ª Edición, 2013: Cristhopher Rivera | Carlos Ponce (1.ª) Karla Monroig (2.ª) |
| Reino Unido                                                           | Pop Idol Web Oficial (No Activa) | ITV                                                                                             | 1.ª Edición, 2001-2002: Will Young 2.ª Edición, 2003: Michelle McManus | Anthony McPartlin (1.ª-2.ª) Declan Donnelly (1.ª-2.ª) |
| República Checa                                                       | Česko Hledá SuperStar Web Oficial | TV Nova                                                                                         | 1.ª Edición, 2004: Aneta Langerová 2.ª Edición, 2005: Vlastimil Horváth 3.ª Edición, 2006: Zbyněk Drda | Ladislava Něrgešová, "Laďka" (1.ª-2.ª) Ondřej Brzobohatý (1.ª) Petr Holík (2.ª) Leoš Mareš (3.ª) |
| Rumanía                                                               | SuperStar România Web Oficial | Pro TV                                                                                          | 1.ª Edición, 2021: Alessandro Mucea | Theo Rose (1.ª) |
| Rusia                                                                 | Народный Артист Web Oficial (No Activa) | Rossiya 1                                                                                       | 1.ª Edición, 2003: Aleksey Goman 2.ª Edición, 2004: Ruslán Aliajno 3.ª Edición, 2006: Amarkhuu Borkhuu | Fekla Tolstaya (1.ª-2.ª) Ivan Urgant (1.ª-2.ª) Olga Shelest (3.ª) Oscar Kucera (3.ª) |
| Serbia y Montenegro Macedonia (3.ª)                                   | Idol | RTV BK Telecom                                                                                  | 1.ª Edición, 2003-2004: Cveta Majtanović 2.ª Edición, 2005: Mina Laličić | Dejan Pantelić (1.ª-2.ª) |
| Singapur                                                              | Singapore Idol Web Oficial (No Activa) Archivado el 29 de febrero de 2012 en Wayback Machine. | MediaCorp                                                                                       | 1.ª Edición, 2004: Taufik Batisah 2.ª Edición, 2006: Hady Mirza 3.ª Edición, 2009: Sezairi Sezali | Daniel Ong (1.ª-2.ª) Gurmit Singh (1.ª-3.ª) Hady Mirza (3.ª) |
| Sudáfrica (en Afrikáans)                                              | Afrikaanse Idols Web Oficial (No Activa) | kykNET                                                                                          | 1.ª Edición, 2006: Dewald Louw | Sean Else (1.ª) |
| Sudáfrica (en Inglés)                                                 | Idols Web Oficial en M-Net (No Activa) Archivado el 28 de marzo de 2010 en Wayback Machine. Web Oficial en DStv Archivado el 6 de diciembre de 2015 en Wayback Machine.                                            | M-Net Mzansi Magic (8.ª-16.ª)                                                                   | 1.ª Edición, 2002: Heinz Winckler 2.ª Edición, 2003: Anke Pietrangeli 3.ª Edición, 2005: Karin Kortje 4.ª Edición, 2007: Jody Williams 5.ª Edición, 2009: Jason Hartman & Sasha-Lee Davids 6.ª Edición, 2010: Elvis Blue 7.ª Edición, 2011: Dave van Vuuren 8.ª Edición, 2012: Khaya Mthethwa 9.ª Edición, 2013: Musa Sukwene 10.ª Edición, 2014: Vincent Bones 11.ª Edición, 2015: Karabo Mogane 12.ª Edición, 2016: Noma Khumalo 13.ª Edición, 2017: Paxton Fielies 14.ª Edición, 2018: Yanga Sobetwa 15.ª Edición, 2019: Luyolo Yiba 16.ª Edición, 2020: Zama Khumalo 17.ª Edición, 2021: Berry Trytsman 18.ª Edición, 2022: Thapelo Molomo 19.ª Edición, 2023: Thabo Ndlovu | Candy Litchfield (1.ª) Matt Stewardson (1.ª) Sami Sabiti (1.ª) Sean Else (1.ª) Colin Moss (2.ª-4.ª) Letoya Makhene (2.ª) Liezl van der Westhuizen (5.ª-6.ª) ProVerb (6.ª-19.ª) |
| Suecia                                                                | Idol Web Oficial | TV4                                                                                             | 1.ª Edición, 2004: Daniel Lindström 2.ª Edición, 2005: Agnes Carlsson 3.ª Edición, 2006: Markus Fagervall 4.ª Edición, 2007: Marie Picasso 5.ª Edición, 2008: Kevin Borg 6.ª Edición, 2009: Erik Grönwall 7.ª Edición, 2010: Jay Smith 8.ª Edición, 2011: Amanda Fondell 9.ª Edición, 2013: Kevin Walker 10.ª Edición, 2014: Lisa Ajax 11.ª Edición, 2015: Martin Almgren 12.ª Edición, 2016: Liam Cacatian Thomassen 13.ª Edición, 2017: Christoffer Kläfford 14.ª Edición, 2018: Sebastian Walldén 15.ª Edición, 2019: Tusse Chiza 16.ª Edición, 2020: Nadja Holm 17.ª Edición, 2021: Birkir Blær 18.ª Edición, 2022: Nike Sellmar 19.ª Edición, 2023: En Emisión | David Hellenius (1.ª) Peter Magnusson (1.ª) Johan Wiman (2.ª) Tobbe Blom (2.ª) Mogge Sseruwagi (3.ª) Sanna Bråding (3.ª) Carina Berg (4.ª) Carolina Gynning (4.ª) Peter Jihde (5.ª-7.ª) Pär Lernström (8.ª-19.ª) Cecilia Forss (8.ª) Gina Dirawi (13.ª-14.ª) Anis Don Demina (17.ª-18.ª)                                      |
| Turquía                                                               | TurkStar Web Oficial (No Activa) Archivado el 15 de noviembre de 2009 en Wayback Machine. | Kanal D                                                                                         | 1.ª Edición, 2004: Emrah Keshin | Seray Sever (1.ª) |
| Vietnam                                                               | Vietnam Idol (1.ª-2.ª) Thần Tượng Âm Nhạc: Vietnam Idol (3.ª-4.ª) Thần Tượng Âm Nhạc Việt Nam (5.ª) Web Oficial (No Activa) Web Oficial                                                                            | HTV9 (1.ª) HTV7 (2.ª) VTV6 (3.ª) VTV3 (4.ª-8.ª)                                                 | 1.ª Edición, 2007: Phương Vy 2.ª Edición, 2008-2009: Quốc Thiên 3.ª Edición, 2010: Uyên Linh 4.ª Edición, 2012-2013: Ya Suy 5.ª Edición, 2013-2014: Nhật Thủy 6.ª Edición, 2015: Trọng Hiếu 7.ª Edición, 2016: Janice Phương 8.ª Edición, 2023: Hà An Huy | Nguyên Vũ (1.ª) Thanh Thảo (1.ª-2.ª) Sỹ Luân (2.ª) Phan Anh (3.ª-4.ª, 7.ª) Huy Khánh (5.ª) Duy Hải (6.ª) Đức Bảo (8.ª) |
| Vietnam                                                               | Thần Tượng Âm Nhạc Nhí (Formato Infantil) Web Oficial (enlace roto disponible en Internet Archive; véase el historial, la primera versión y la última).                                                            | VTV3                                                                                            | 1.ª Edición, 2016: Hồ Văn Cường 2.ª Edición, 2017: Nguyễn Minh Thiên Khôi | Cao Thanh Thảo My (1.ª) |

- Nota: Las webs no activas podrás visualizarlas a través de la web de Wayback Machine.

     País que actualmente está emitiendo Idols.
     País que planea emitir una nueva edición de Idols.
     País que está negociando con la productora emitir una nueva edición de Idols, aunque no sea oficial aún de que se llegue a emitir.
     País que no planea emitir una nueva edición de Idols.
1. ↑  También se realizan el casting en Austria y Suiza.
2. ↑  Las primeras dos temporadas fueron emitidas en SBT y producida por FreemantleMedia, pero por desavenencias con el canal, la productora rompió el contrato y vendió el programa a Rede Record.
3. ↑  Durante la primera edición también se realizó el casting en Macedonia.
4. ↑  También se realizaron castings en Hong Kong, Macau y Taiwán.
5. ↑  Durante la octava edición se realizaron castings en Puerto Rico.
6. ↑  También se realizan el casting en la región belga de Valonia y en la región canadiense de Quebec.
7. ↑  También se realizan el casting en Grecia.
8. ↑  Durante la primera y segunda edición también se realizan el casting en Bielorrusia y Ucrania.